# Luc Mentha
Luc Mentha (* 1. Juli 1952; heimatberechtigt in Cortaillod und Neuchâtel) ist ein Schweizer Politiker (SP).

## Leben
Luc Mentha wuchs mit drei Geschwistern als Sohn eines Arztes und einer Malerin auf. Nach dem frühen Tod des Vaters war die Mutter alleinerziehend. Mentha bestand 1979 an der Universität Bern das Staatsexamen als Fürsprecher. Von 1980 bis 1988 war er Teilhaber des Berner Anwaltsbüros Huber, Mentha und Trenkel. Von 1988 bis 2003 wirkte er als Generalsekretär der Direktion für Soziale Sicherheit der Stadt Bern und von 2003 bis 2004 als Generalsekretär der Direktion für Sicherheit der Stadt Bern. Mentha ist verheiratet, hat zwei erwachsene Söhne und lebt im Liebefeld in der Gemeinde Köniz.
Luc Mentha spielte in jungen Jahren in zahlreichen Formationen (Hostettler-Diem-Mentha; Ocean, Walter Lietha, Ernst Born etc.), trat an den Folk-Festivals in Lenzburg und auf dem Gurten auf und tourte in den 80er Jahren durch die Schweiz und das angrenzende Ausland.

## Politik
Von 2004 bis 2013 war Mentha Gemeindepräsident von Köniz, und seit 2010 ist er Mitglied des Grossen Rates des Kantons Bern, wo er seit 2014 der Bau-, Energie-, Verkehrs- und Raumplanungskommission angehört.
Mentha ist Stiftungsrat der Stiftung Sinnovativ – Stiftung für soziale Innovation in Bern, Präsident des Vereins Berner Heimatschutz, Stiftungsratspräsident des Bernischen Historischen Museums und der Stiftung Klinik Selhofen in Burgdorf sowie Stiftungsratsvizepräsident der Stiftung Bächtelen in Wabern.